# Vârful Mircii, Munții Făgăraș
Vârful Mircii este un vârf montan situat în partea centrală a munților Făgăraș și are o înălțime de 2.471 m. Accesul pe vârf se face dinspre vârful Arpașul Mare care se află la mică distanță sau dinspre Podragu de la lacul Podul Giurgiului care se află la poalele lui.

## Galerie foto

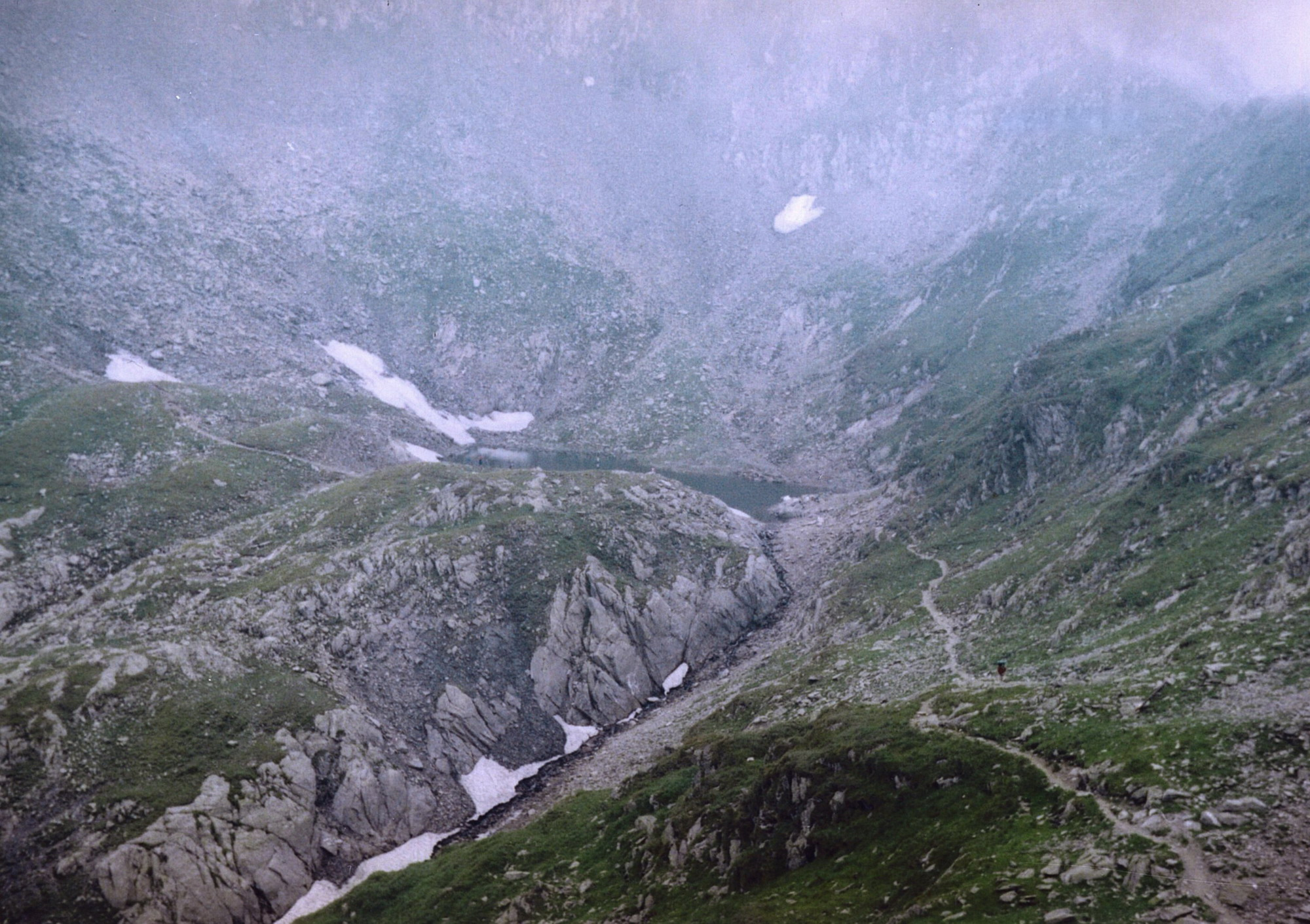
Lacul Podul Giurgiului